# Śląski Ogród Zoologiczny
Śląski Ogród Zoologiczny – ogród zoologiczny położony na terenie Parku Śląskiego w Chorzowie. Obejmuje obszar o powierzchni 47,5 ha będąc tym samym trzecim, po ogrodach w Gdańsku-Oliwie i Poznaniu, pod względem powierzchni ogrodem zoologicznym w Polsce. Znajduje się w nim 2681 zwierząt, 312 gatunków.

## Historia
Jego początki sięgają roku 1954, kiedy to zaczęto budować klatki dla zwierząt. Następnie zostały przeniesione do niego pierwsze gatunki zwierząt z zoo w Katowicach i Bytomiu. W roku 1975 zakończono budowę Kotliny Dinozaurów. Znajdują się tam betonowe rekonstrukcje szesnastu dinozaurów, których szczątki odnalazła polska grupa paleontologów na pustyni Gobi w latach 1963-1971.
Dyrektorem Śląskiego Ogrodu Zoologicznego od 2020 r. jest Marek Mitrenga.
Na terenie ogrodu działa Mini Zoo. Występują tam zwierzęta łagodniejsze, które można nakarmić oraz pogłaskać takie jak króliki, świnki morskie, kozy domowe, czy owce domowe.
W 2005 roku na terenie ogrodu zoologicznego miał miejsce śmiertelny wypadek. Kobieta spacerując po ogrodzeniu przy wybiegu dla niedźwiedzi straciła równowagę wpadając do wybiegu i tracąc przytomność. Bezpośrednią przyczyną śmierci kobiety było wykrwawienie się spowodowane atakiem niedźwiedzi.

## Wyróżnienia
Ogród wpisano do Europejskiego Stowarzyszenia Ogrodów Zoologicznych, obok 10 innych największych ogrodów w Polsce:
w Toruniu, Wrocławiu, Płocku, Warszawie, Opolu, Gdańsku, Łodzi, Krakowie, Poznaniu i Zamościu.

## Młode zwierzęta
W sierpniu 2011 urodziły się tu cztery gepardy, surykatki, siedem kurek wodnych, trzy daniele, gerezy, wielbłąd dwugarbny, osioł domowy, sitatungi, pytony tygrysie, wilk grzywiasty, lemury katta i łabędzie czarne.
W 2012 urodziły się pelikany i gerezy.
W 2015 roku urodził się oryks szablorogi, osioł Poitou, żyrafa. Swoje stado powiększyły też małpki miko, a także addaksy.
W 2020 roku urodziło się pięć świnek rzecznych. W kwietniu urodziły się cztery otocjony. W sierpniu urodziła się panda mała.

## Zwiedzanie
Śląski Ogród Zoologiczny odwiedza co roku 380 000 osób.